# Imperium portugalskie
Portugalia była pierwszym na świecie państwem prowadzącym politykę kolonialną (od 1415). Wraz z zakończeniem rekonkwisty w prowincjach Algarve i Alentejo, kraj ten kontynuował ekspansję chrześcijaństwa poprzez eksplorację wybrzeży Afryki. W połowie XVI wieku to niewielkie królestwo było liderem globalnego handlu.

## Początki
Ustanowienie pokoju z Kastylią w 1411 rozpoczęło długi okres wyjątkowo korzystnej sytuacji międzynarodowej. Południową część Półwyspu Iberyjskiego wciąż zajmował Emirat Grenady, skutecznie blokujący zapędy kolonialne najgroźniejszego konkurenta Portugalii. Ekspansję terytorialną kraju zapoczątkowało zdobycie Ceuty w 1415 i odkrycie bezludnych wysp Madery (1418) i Azorów (1432). Przyczyną takiej polityki był między innymi wysoki przyrost naturalny i brak alternatywnych możliwości rozwoju. Założona około 1416 roku we wsi Sagres Szkoła Morska Henryka Żeglarza to pierwsza tego typu placówka na świecie, która przyciągnęła wybitnych uczonych z prestiżowych studia generalia. Pobliski Przylądek św. Wincentego był wówczas uważany za koniec znanego Europejczykom świata. Wyprawy, finansowane w dużej mierze z kasy Zakonu Rycerzy Chrystusa (którego Henryk był wielkim mistrzem), miały na celu eksplorację zachodnich wybrzeży dzisiejszego Maroka i Mauretanii. Liczono na pokaźne zyski z handlu niewolnikami, kością słoniową i pieprzem. W tym samym czasie Madera i Azory, jako posiadłości portugalskie, zostały zaludnione skazańcami, którzy zapoczątkowali tam uprawę roli.

## Przełom

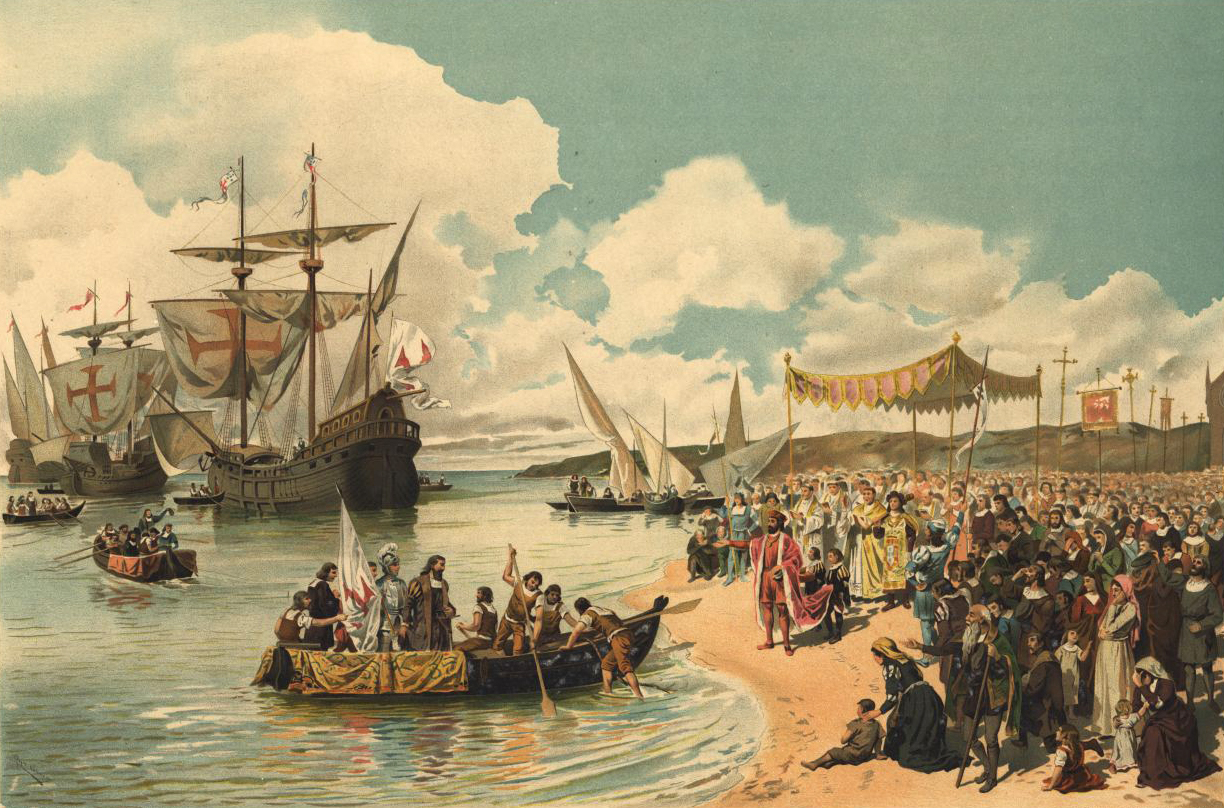
Wypłynięcie ekspedycji Vasco da Gamy na obrazie Alfredo Roque Gameiro

Wielu żeglarzy (m.in. Diogo Cão i Dinis Dias) poświęciło się badaniom wybrzeży Afryki. W 1446 roku drugi z nich dotarł do Wysp Zielonego Przylądka, które mianował portugalską kolonią. W latach 1484–1485 mało wówczas znany Krzysztof Kolumb kilkakrotnie pisał do ówczesnego króla, Jana II. Po konsultacji z grupą doradców (Junta dos Mathemáticos) monarcha odrzucił jednak na początku 1485 roku propozycję zorganizowania wyprawy z Europy przez Ocean Atlantycki na zachód do Indii. Kontynuowano zamiar opłynięcia Czarnego Lądu. W 1488 roku silny sztorm zepchnął karawele Bartolomeu Diasa do wybrzeży dzisiejszego RPA. Odkryty skrawek lądu nazwano Przylądkiem Burz. Żeglarz chciał płynąć dalej, jednak bunt załogi zmusił go do powrotu, cypel przemianowano zaś wkrótce na Przylądek Dobrej Nadziei (Cabo da Boa Esperança).
Najdalej idącym skutkiem królewskiej polityki była słynna wyprawa Vasco da Gamy z lat 1497–1499, który korzystając z utartych przez swoich poprzedników szlaków dotarł drogą morską do hinduskiego portu Kalikat. Mało znany jest polski epizod tej przełomowej dla Europy ekspedycji w osobie przybranego syna Vasco i ulubieńca późniejszego króla Manuela I, niejakiego Gaspara da Gamy – poznańskiego Żyda w służbie Portugalii. Niewielki ładunek pieprzu, przywieziony z tej wyprawy pozwolił na wybudowanie w lizbońskiej dzielnicy Belém (dosł. Betlejem) okazałego Klasztoru Hieronimitów. Ekspedycja Vasco da Gamy zaprzeczyła również jednoznacznie teoriom niektórych średniowiecznych uczonych, według których Afryka w ogóle nie posiadała południowego przylądka i łączyła się z ziemią zwaną Terra Incognita.

## Złoty wiek

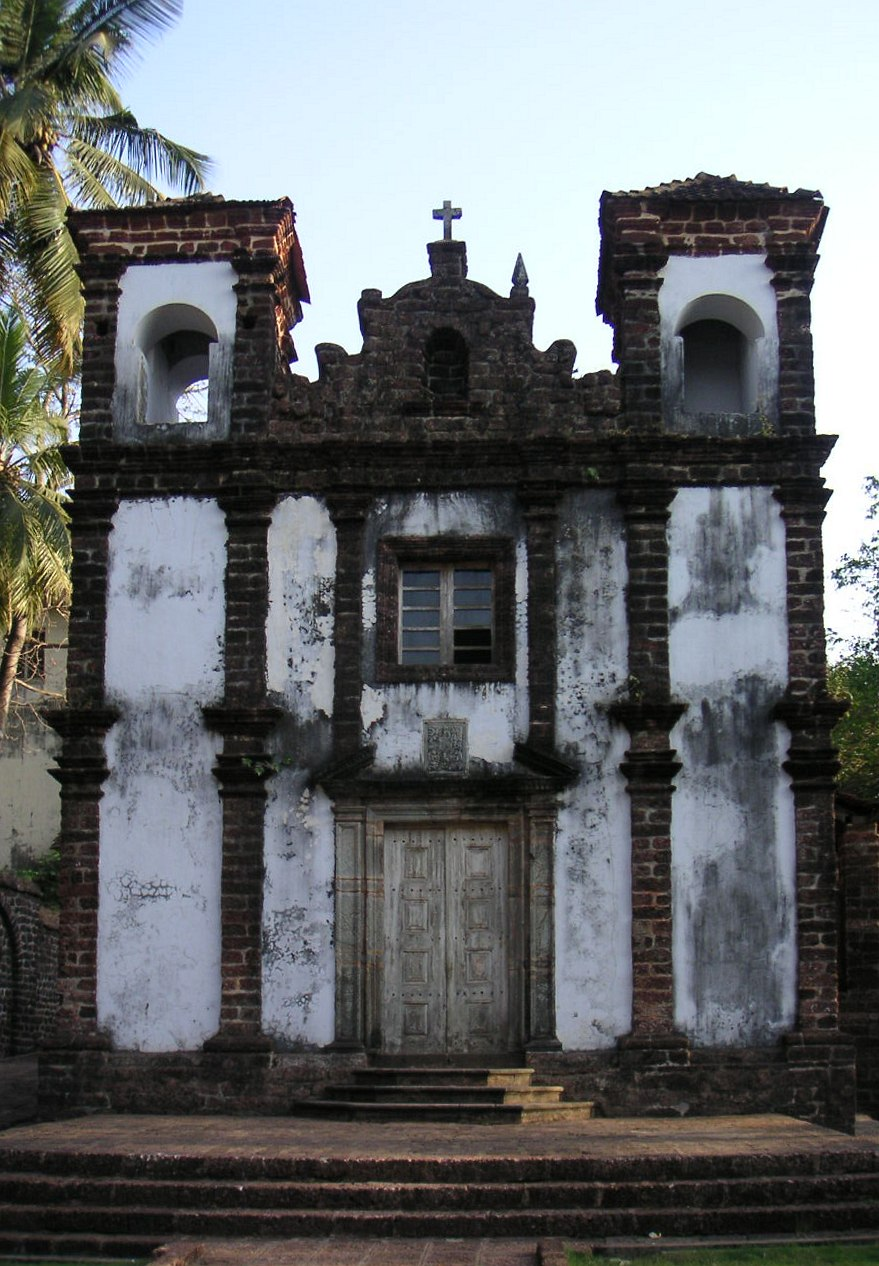
Kościół w Starym Goa (Velha Goa), kolonii portugalskiej w Indiach, założonej w 1510 roku. Nauczający tam XVI-wieczny jezuita św. Franciszek Ksawery doprowadził podobno w ciągu swojego życia do 30 tys. udanych nawróceń.

Za panowania Manuela I Szczęśliwego (1495–1521) potęga portugalska sięgnęła zenitu. Udział tego państwa w zyskach z handlu światowego wynosił w tym czasie około 20%. Monarcha planował nawet zjednoczenie Półwyspu Iberyjskiego pod berłem dynastii Avis. Na mocy zawartego w Tordesillas (1494) traktatu pokojowego z Kastylią, który kończył toczące się od lat spory terytorialne między mocarstwami, Portugalia otrzymała szeroką strefę wpływów, rozciągającą się od południka oddalonego o 370 mil na zachód do Wysp Zielonego Przylądka. Mimo nasilających się z czasem protestów innych państw, w posiadaniu Lizbony znalazły się lepiej wówczas znane tereny Afryki, Indii (zwanych od tego czasu Indiami Portugalskimi), Dalekiego Wschodu, a także nieodkryta jeszcze Brazylia, do której przypadkowo dotarła w 1500 roku ekspedycja handlowa Pedro Álvaresa Cabrala. 13 okrętów z 1200 marynarzami na pokładzie miało za zadanie założyć sieć faktorii kupieckich na wybrzeżu dzisiejszego stanu Kerala, wiatry i prądy morskie pokrzyżowały jednak te plany. Ponieważ Gaspar da Gama był przewodnikiem flotylli Cabrala, niektórzy historycy uważają go za współodkrywcę jedynej portugalskiej kolonii w Ameryce Południowej.
Królewski monopol na handel pieprzem i innymi hinduskimi przyprawami zapewnił monarchii olbrzymi dochód, widoczny w bogactwie architektonicznym ówczesnych budowli, wśród których wyróżnić można siedzibę Zakonu Chrystusowego w Tomar (Convento de Cristo) oraz strzegącą wejścia do lizbońskiego portu Torre de Belém. Obfitujący w szczegóły i delikatnie orientalizujący styl, jaki reprezentują wymienione budowle, nazwany został od imienia władcy manuelińskim. W 1522 roku ekspedycja żeglarza portugalskiego w służbie Hiszpanii, Ferdynanda Magellana opłynęła po raz pierwszy w historii kulę ziemską. Sam kapitan nie doczekał końca podróży – zginął w czasie walk z tubylcami na Filipinach. Z innych znanych portugalskich odkrywców tego okresu wymienić należy Francisco de Almeidę, Alfonsa de Albuquerque, Luísa Vaz de Torresa oraz Gaspara Corte-Reala.

## Schyłek
Pomimo silnej pozycji międzynarodowej, niewielka Portugalia nie posiadała realnej siły ludzkiej (niecałe 1,5 miliona mieszkańców pod koniec XV stulecia), zdolnej administrować ogromnymi połaciami odkrytych terenów. W wyniku tego administratorzy kolonii ograniczali się najczęściej do stawiania fortów w strategicznych dla monarchii miejscach (np. Ormuz, Malakka), które pełniły również funkcję więzień dla niewolników. Brazylia została skolonizowana dopiero w XVIII wieku, kiedy w dzisiejszym stanie Minas Gerais odkryto pokaźne złoża złota, srebra i diamentów, zaś wybrzeża afrykańskie pozostały praktycznie niezamieszkane do początku XIX stulecia, gdy większość posiadłości została już dawno odbita przez inne imperia kolonialne. Główną przeszkodą w rozwoju kraju była jednak paradoksalnie monarchia, która poprzez praktyki monopolistyczne uniemożliwiała rozwój przedsiębiorczości. Krytyczna w skutkach okazała się decyzja o wydaleniu Żydów, podjęta już w 1496 roku. Kraj cierpiał na niedobór fachowców finansowych. Od 1531 roku przywrócono Inkwizycję. Sytuację pogorszyła utrata suwerenności na rzecz Hiszpanii w 1580, po wygaśnięciu rodzimej dynastii Avis. Aż do 1640 bezpośredni wpływ na całość portugalskiej polityki mieli Habsburgowie. Filip II nie liczył się z interesami podporządkowanego królestwa, które straciło w tym czasie sporą część swoich zamorskich posiadłości na rzecz Niderlandów (inwazja na brazylijski stan Pernambuco w 1630; utrata Indonezji) i Francji (m.in. Fort Coligny, założony w 1555 w okolicach dzisiejszego Rio de Janeiro, aneksja Złotego Wybrzeża).
1 grudnia 1640 roku niewielka grupa spiskowców wtargnęła do pałacu królewskiego w Queluz pod Lizboną i uwięziła regentkę Portugalii, księżną Mantui. Wyniesiona w tym samym roku na tron dynastia Bragança kontynuowała politykę wyzysku kolonii i monopolu królewskiego na większość przychodów monarchii. Przy budowanym od 1717 roku za pieniądze z brazylijskiego srebra klasztorze w Mafrze pracowało w szczytowym okresie 50 tys. robotników. Po obejrzeniu gromadzącej około 35 tys. dzieł klasztornej biblioteki George Gordon Byron miał rzec Czy Anglicy mają w swoim kraju jakieś książki? Proces stawiania tej ogromnej konstrukcji, mającej być w zamierzeniu konkurencją dla hiszpańskiego Eskurialu, opisał w swojej powieści Baltazar i Blimunda portugalski noblista José Saramago.

## Polityka kolonialna w XVIII wieku
Tradycyjny sojusz militarno-handlowy z Wielką Brytanią nie spełniał pokładanych w nim nadziei. W wyniku zawartego w 1703 roku traktatu Methuena praktycznie cały proces produkcji dochodowego wina Porto przeszedł w ręce angielskie (do dziś większa część wytwórni zachowała brytyjskie nazwy, np. Offley, Sandeman, Tawny). Podobnie stało się też z Maderą, która posiadała w praktyce jednego importera. Dawało to Anglikom ogromne możliwości dyktowania cen i ilości zakupywanego wina. Nie inaczej postępował Albion w kwestii polityki kolonialnej. Wymienić tu można chociażby przejęcie Malezji oraz XIX-wieczne wydarzenia z Afryki, gdzie najzwyczajniej zignorowano zagwarantowane w Tordesillas portugalskie prawa do ziem w głębi lądu, pomiędzy współczesną Angolą a Mozambikiem. W 1911 i 1923 roku powstały brytyjskie kolonie: Rodezja Północna i Rodezja Południowa (dzisiejsza Zambia i Zimbabwe). Pomimo tego traktat o współpracy do dziś nie został wypowiedziany przez żadną ze stron, a Wielka Brytania i Portugalia pozostają jednymi z niewielu europejskich państw, które nigdy nie prowadziły między sobą wojny.

## Lista kolonii
- Afryka Północna
  - Souira Kedima (1506–1525)
  - Al-Kasr-as-Saghir (1458–1550)
  - Asila (1471–1550; 1577–1589)
  - Azammur (1513–1541)
  - Ceuta (1415–1640)
  - Al-Dżadida dawniej: Mazagan (twierdza założona przez portugalskich marynarzy w 1502; zdobyta w 1769 przez oddziały sułtana Mohammeda ben Abdellaha)
  - As-Sawira dawniej: Mogador (forteca założona w 1506 na rozkaz króla Manuela I Szczęśliwego pod nazwą Castelo Real de Mogador; zajęta w 1510 przez plemię Regraga)
  - Asfi (1488–1541)
  - Agadir (od 1505 portugalska faktoria handlowa Santa Cruz do Cabo de Gué; w 1541 miasto zajęte przez wojska marokańskie)
  - Tanger lub Tangier (zdobyty z rąk muzułmanów w 1471; oddany w 1661 na rzecz Wielkiej Brytanii jako wiano dla księżniczki Katarzyny Bragançy)

- Afryka Subsaharyjska
  - Akra (1557–1578)
  - Angola (w przeszłości w jej skład wchodziły trzy kraje: Luanda, Kongo i Ndongo); (dopłynięcie ekspedycji pod przywództwem Diogo Cão do ujścia rzeki Kongo 1483; założenie osady 1575 przez portugalskiego odkrywcę Paulo Diasa de Novais w okolicach wyspy Luanda pod nazwą São Paulo de Loanda; założenie miasta Benguela przez Portugalczyków 1617; okupacja terenów Luandy przez Holandię 1641–1648; odzyskanie kolonii przez Portugalię 1648; portugalski podbój Kongo i Ndongo 1648–1671; bitwa pod Mbwilą 29 października 1655 – Portugalczycy starli się w walce z oddziałami kongijskimi królowej Nzinze, druzgocąca porażka tubylców; przegrana wojsk portugalskich w bitwie pod Kitombą; ustalenie na konferencji w Berlinie w 1885 granic kolonii oraz podziału wpływów portugalskich w Afryce; przekształcenie 1879 trzech portugalskich kolonii Luandy, Konga i Ndonga w jedną noszącą nazwę Portugalska Afryka Zachodnia; aneksja kolonii przez Cesarstwo Niemieckie 24 grudnia 1914; stała się portugalską prowincją zamorską 1951; Angola uzyskuje niepodległość 1975)
  - Annobón (1474–1778)
  - Arguim (faktoria od 1455; zajęta przez Holendrów w 1633).
  - Elmina (São Jorge da Mina; 1482–1637)
  - Fernando Pó (1478–1778)
  - Gwinea Portugalska (w tym Bissau i Cacheu; 1879–1974)
  - Kabinda (Kongo Portugalskie; 1885–1975)
  - Malindi (1500–1630)
  - Maskareny (1498–1540)
  - Mombasa (1593–1698; 1728–1729)
  - Mozambik (Portugalska Afryka Wschodnia; 1501–1975)
  - Quíloa (Kilwa; 1502–1661)
  - São João Baptista de Ajudá (Fort Św. Jana Chrzciciela) (1680–1961) (podporządkowany Brazylii 1721–1730; Wyspom Św. Tomasza i Książęcej 1865–1869; przyłączony do Dahomeju w 1961)
  - Sokotra (1506–11)
  - Jezioro Tanganika (posiadłości na wybrzeżu; 1500–1630)
  - Tristan da Cunha (1506–1815)
  - Wyspa Św. Heleny (1502–1591)
  - Wyspy Świętego Tomasza i Książęca (w tym Wyspa Świętego Tomasza i Książęca; kolonia królewska 1470–1951; prowincja zamorska 1951–1971; administracja miejscowych 1971–1975; niepodległe od 1978)
  - Wyspa Św. Wawrzyńca (port. Ilha de São Lourenço; obecnie Madagaskar; 1498–1540)
  - Wyspy Zielonego Przylądka (Cabo Verde; 1462–1975)
  - Zanzibar (1503; do Omanu od 1698)
  - Złote Wybrzeże (1482–1642)
  - Ziguinchor (1645–1888)

- Bliski Wschód
  - Bahrajn (1521–1602)
  - Gamru (Bandar Abbas; 1506–1615)
  - Ormuz (1515–1622)
  - Maskat (do wicekrólestwa Goa; 1500–1690)

- Indie Portugalskie
  - Baçaim (1535–1739)
  - Bombaj (1534–1661; nazwa miasta pochodzi od port. bom bahia, co znaczy dosłownie „dobra zatoka”)
  - Cambay i Kannanur (1502–1663)
  - Cejlon (1518–1658)
  - Chaul (1521–1740)
  - Ćittagong (1528–1666)
  - Dadra i Nagarhaweli (1779–1954)
  - Daman i Diu (1559–1962)
  - Goa (1510–1962)
  - Hugli-Chuchura (1579–1632)
  - Kalikut (strategiczna twierdza; 1512–1525)
  - Koczin (1500–1663)
  - Kodungallur (1536–1662)
  - Kollam (1502–1661)
  - Lakszadiwy (1498–1545)
  - Malediwy (1518–1521; 1558–1573)
  - Machilipatnam (1598–1610)
  - Mangalur (1568–1659)
  - Nagapattinam (1507–1657)
  - Pulikat (1518–1619)
  - São Tomé de Meliapore (1523–1662; 1687–1749)
  - Surat (1540–1612)
  - Thoothukudi (1548–1658)
  - Wyspa Salsete (1534–1601)

- Daleki Wschód i Archipelag Malajski
  - Bante (wiek XVI–XVIII)
  - Coloane (prowincja zamorska Makau; 1864–1999)
  - Flores (wiek XVI–XIX)
  - Ilha Verde (prowincja zamorska Makau; 1890–1999)
  - Makau (kolonizacja 1553–1557; terytorium nadzwyczajne wicekrólestwa Goa 1557–1844; prowincja zamorska 1844–1975; terytorium chińskie pod rządami portugalskimi od 1975; zwrócone Chinom jako region administracji specjalnej w 1999)
  - Makasar (1512–1665)
  - Malakka (1511–1641)
  - Moluki (znane jako Wyspy Korzenne; w tym Amboina, Ternate i Tidore; 1512–1650)
  - Nagasaki (1571–1639)
  - Taipa (prowincja zamorska Makau; 1851–1999)
  - Timor Portugalski (kolonia Indii Portugalskich 1642–1844; prowincja zamorska Makau 1844–1896; kolonia niezależna 1896–1951; prowincja zamorska Makau 1951–1975; wcielona do Indonezji w 1975; uznana przez ONZ jako terytorium portugalskie; administrowana przez Narody Zjednoczone od 1999 do momentu uzyskania niepodległości w 2002)
  - Wyspy Banda (1512–1621)
  - Wyspy Lapa i Montanha (prowincja zamorska Makau; 1938–1941)
  - Syriam (Faktoria i port w delcie rzeki Rangun, na przełomie XVI i XVII wieku)

- Ameryka Środkowa i Południowa
  - Barbados (1536–1620)
  - Brazylia (pierwotnie znana jako wyspa Vera Cruz; nazwana przez Cabrala Ziemią Świętego Krzyża; kolonia 1530–1714; wicekrólestwo 1714–1815; zjednoczona z Portugalią 1815–1822; niepodległa od 1822)
  - Górne Peru (1822)
  - Gujana Francuska (1809–1817)
  - Nova Colônia do Sacramento (1680–1777)
  - Urugwaj (Cisplatina; 1808–1822)

- Północny Atlantyk
  - Azory (kolonia 1427–1766; kapitania generalna 1766–1831; dystrykt zamorski 1831–1979; region autonomiczny Portugalii od 1979)
  - Madera (kolonia 1418–1580; kolonia królewska 1580–1834; dystrykt zamorski 1834–1978; region autonomiczny od 1978)